# Широкоэкранный формат фильма

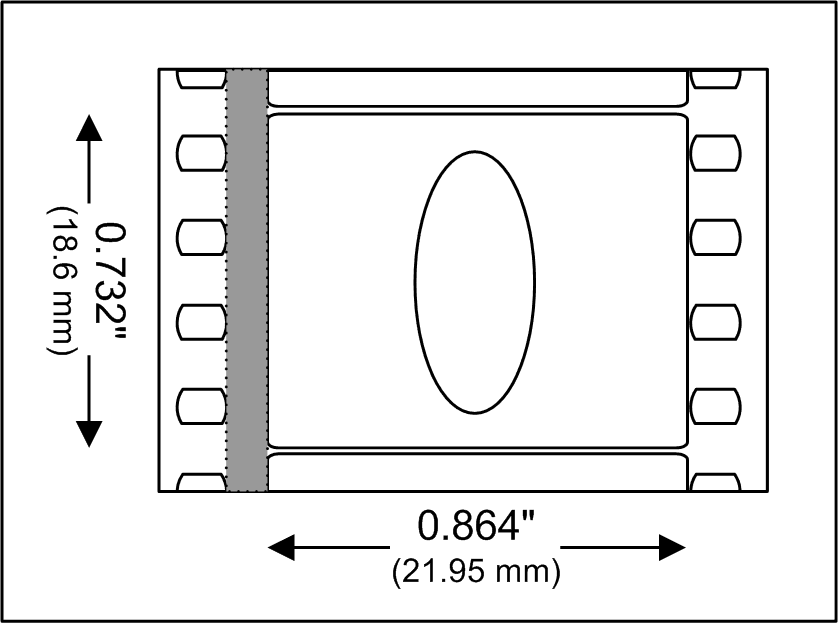
Изображение круга на анаморфированном кадре киноплёнки широкоэкранного фильма. Видно сжатие изображения по горизонтали.

«Широкий экран», Широкоэкранный формат фильма — советская широкоэкранная кинематографическая система с анаморфированием, известная за рубежом, как SovScope. Советский широкоэкранный формат предусматривал использование стандартной 35-мм киноплёнки и стандартной частоты съёмки и проекции 24 кадра в секунду, применявшихся также для фильмов с «классическим» соотношением сторон кадра. Все фильмокопии, изготовленные на 35-мм плёнке, делились на «широкоэкранные», «кашетированные» и «обычного формата», о чём делалась соответствующая надпись на коробках с копией и на зарядных ракордах. Широкоэкранный формат мог быть как производственным, так и прокатным. то есть с негатива такого формата возможна контактная печать совмещённых фильмокопий.

## Историческая справка
Широкоэкранный кинематограф появился во времена «широкоэкранного бума» 1950-х годов в результате конкуренции с телевидением, оттянувшим большую часть аудитории зарубежных кинотеатров. Широкий экран и многоканальный звук обеспечивали эффект присутствия и приближали поле зрения кинокадра к панорамным киносистемам, получившим коммерческий успех. Первой массовой широкоэкранной системой стал «Синемаскоп» (англ. CinemaScope), изначально имевший соотношение сторон кадра 2,55:1, против 1,37:1 в кинофильмах обычного формата. Появившиеся вслед за этой системой другие, использовавшие анаморфирование изображения и стандартную киноплёнку, обеспечивали соотношение сторон до 2,66:1 и отличались от «Синемаскоп» лишь незначительно, а зачастую были просто его клонами.
В СССР в 1955 году создана система широкоэкранного кино с четырёхканальной магнитной или одноканальной оптической фонограммой, разработанная в НИКФИ на основе стандарта «Синемаскоп». В отличие от иностранного прототипа, отечественный формат предусматривал одинаковые размеры кадра и соотношение его сторон 2,35:1 для любого типа фонограммы. Универсальная «магнитооптическая» фонограмма в СССР также не использовалась из-за низкого качества звучания чрезмерно зауженной фотографической дорожки. Размер кадрового окна киносъёмочного аппарата для широкоэкранной съёмки, составлял 21,95×18,6 мм по ГОСТ 24229—80, а размер полезного проецируемого на экран кадра на киноплёнке 21,3×18,1 мм. 29 июля 1955 года в первом широкоэкранном кинотеатре «Художественный» состоялась премьера документальных фильмов «Под солнцем юга», «Москва праздничная» и «В чудесном городе», снятых на ЦСДФ в отечественном формате «Широкий экран». Первым полнометражным фильмом, снятым по этой системе, стал «Илья Муромец», премьера которого состоялась 16 ноября 1956 года. В 1960 году на экраны вышел широкоэкранный мультфильм «Мурзилка на спутнике».  
Размеры кадра и расположение звуковых дорожек советского стандарта совпадали с иностранными аналогами, в том числе с системами «Панавижн» и большинством других разновидностей «Синемаскоп», что позволяло производить международный обмен фильмами без оптической трансформации и обрезки изображения.
В отличие от прототипа, предполагавшего изготовление только цветных фильмов, «Широкий экран» никак не регламентировал этот параметр, допуская цветную и чёрно-белую съёмку. Фильмокопии с магнитной совмещённой фонограммой печатались на киноплёнке с перфорацией специальной формы «CS» (CinemaScope), более узкой, чем стандартная. Однако большинство кинопроекторов, рассчитанных на стандартную киноплёнку, позволяли демонстрировать фильмокопии с «квадратной» перфорацией за счёт конструкции зубчатых барабанов, не рассчитанных на заполнение зубом всей ширины стандартной перфорации. Из-за сложностей производства такие фильмокопии, называвшиеся в обиходе «стереофоническими», в середине 1960-х уступили место более дешёвым копиям с оптической дорожкой, расположенной как у фильмов классического формата. Для копий с обычной фонограммой использовалась киноплёнка со стандартной «позитивной» перфорацией.
В 1960—1980-х годах по системе «Широкий экран» снималась большая часть выпускаемых в прокат кинокартин («Гиперболоид инженера Гарина», «Мёртвый сезон», «Бриллиантовая рука», «Достояние республики», «Самая обаятельная и привлекательная» и многие другие «блокбастеры» советского кинематографа).
После распада СССР производство собственной киносъёмочной аппаратуры и оптики было свёрнуто, и вместо системы «Широкий экран» стали использоваться её иностранные аналоги, главным образом, «Panavision». После этого советскими анаморфотными блоками (объективами) производства ЛОМО были сняты всего несколько картин, в том числе «Взбунтуйте город, граф!», «Пчёлка», «Последний поезд» и некоторые другие. В настоящее время советская анаморфотная оптика используется зарубежными операторами-постановщиками для получения эффекта «винтажного» изображения. В различных кинематографических системах с анаморфированием, совместимых с отечественным стандартом, после 1991 года создано всего несколько российских картин: «Сибирский цирюльник» (1999), «Мама» (1999), «Изгнание» (2007), «Джентльмены, удачи!» (2012) и некоторые другие.

## Достоинства и недостатки
Широкоэкранные фильмы значительно превосходили по резкости и вертикальной устойчивости кашетированные, но обладали недостаточной для большого экрана разрешающей способностью по горизонтали, вследствие большого увеличения в этой плоскости. Этого недостатка были лишены широкоформатные кинофильмы, использовавшие киноплёнку большей, чем обычная, ширины — 70-мм и сферическую (аксиально-симметричную) оптику для съёмки и проекции. При этом увеличение изображения кадрика широкоформатной фильмокопии на экране, в отличие от широкоэкранного кино, было одинаковым по вертикали и горизонтали, что обеспечивало бо́льшую разрешающую способность и детализацию изображения. Большая площадь кадра давала возможность увеличить световой поток кинопроекторов и размеры экрана, ещё больше повышая качество проекции.
Однако широкоформатные фильмы требовали специального оборудования для демонстрации и съёмки, тогда как для широкоэкранных фильмокопий пригоден обычный кинопроектор с несложной анаморфотной насадкой на объектив. Большинство киносъёмочных аппаратов, рассчитанных на 35-мм киноплёнку, могли снимать как в обычном формате, так и в широкоэкранном после простой замены кадровой рамки фильмового канала и установки анаморфотного блока вместо сферического объектива. 
Возросшие качество и разрешающая способность негативных киноплёнок привели к тому, что широкоэкранная система с анаморфированием пережила широкоформатную, от которой большинство киностудий отказались уже в конце 1970-х годов. Более того, большинство широкоформатных фильмов последних лет снимались на анаморфированный или даже кашетированный 35-мм негатив с последующим оптическим увеличением.

## Перевод в другие форматы
Первое десятилетие существования формата «Широкий экран» все цветные фильмы этого стандарта одновременно снимались и в обычном формате, поскольку подавляющее большинство отечественных кинотеатров поддерживали только «классические» фильмокопии. Отсутствие цветных контратипных киноплёнок надлежащего качества не позволяло переводить цветные широкоэкранные фильмы в другие форматы при оптической печати. Поэтому во время съёмок первых цветных кинокартин нового формата часть дублей снималась широкоэкранным аппаратом, а после этого происходила дополнительная съёмка обычной камерой. Таким образом снимались фильмы «Три плюс два», «Алые паруса», «Дон Кихот» и другие. Всего известно 25 фильмов, отснятых одновременно в двух форматах. Появление высококачественных цветных киноплёнок, а также создание кинокопировальных аппаратов с возможностью выкопировки части широкоэкранного кадра, позволили осуществлять перевод формата во время печати. Первым цветным широкоэкранным фильмом, снятым в расчёте на такую технологию в единственном варианте, в 1964 году стал «Русский лес». Чёрно-белые широкоэкранные фильмы переводились в другие форматы при печати контратипа уже с 1958 года.
При этом печать фильмокопий классического формата происходила с потерей боковых частей изображения. Для сохранения сюжетно-важных объектов специальные кинокопировальные аппараты (например, 23ТТО—1) позволяют перемещать область выкопировки вдоль длинной стороны кадра в технике пансканирования. Аналогичным образом печатаются узкоплёночные фильмокопии на 16-мм и 8-мм киноплёнке с классическим соотношением сторон кадра.
Широкоэкранные фильмокопии могут печататься как контактным способом с такого же негатива, так и с других форматов путём оптической печати. С появлением широкоформатного кинематографа появилась возможность печати широкоэкранных фильмокопий с 70-мм негатива. Такие копии предназначаются для кинотеатров, не оснащённых широкоформатными кинопроекторами. В СССР для изготовления широкоэкранных фильмокопий с широкоформатного негатива выпускался специальный кинокопировальный аппарат оптической печати 23ЛТО—1.
Кроме того, широкоэкранные фильмокопии печатаются с негатива, снятого в форматах «Технископ» с шагом в 2 перфорации и «Супер-35», с кашетированием до соотношения 2,35:1. Советский универсальный формат кадра «УФК» также позволял изготавливать с рабочего негатива широкоэкранные фильмокопии с незначительной потерей части изображения сверху и снизу. Производство негатива фильма в таких форматах снижает бюджет, затрачиваемый на съёмку, позволяя получать широкоэкранный фильм с качеством, лишь незначительно более низким, чем снятый с анаморфированием. К тому же, применение при съёмке сферических объективов позволяет избежать некоторых искажений и артефактов изображения, свойственных только анаморфотной оптике.
Многие широкоформатные фильмы, выпущенные в прокат на киноплёнке 70-мм снимались по технологии широкоэкранного кино с последующим увеличением при печати (англ. Blow-Up). Это позволяло оптимизировать бюджет и использовать более легкую и удобную киносъёмочную аппаратуру, рассчитанную на киноплёнку 35-мм.
В настоящее время отечественная широкоэкранная система уступила место иностранным аналогам, главным образом, «Панавижн», имеющим сходные характеристики. В современном кинематографе анаморфированные форматы используются главным образом, в качестве формата фильмокопий, поскольку для широкоэкранной съёмки применяется более универсальный формат «Супер-35», рассчитанный на сферическую оптику. Возросшее фотографическое качество негативных киноплёнок сделало форматы с большим кадром мало востребованными.